# إيمان مطلق
إيمان مطلق هي سيدة أعمال أردنية وناشطة اجتماعية. وهي مؤسس مجموعة سيغما للاستثمارات.

## السيرة الذاتية
ولدت في المملكة العربية السعودية. توفي والدها عندما كان عمرها ست سنوات. بدأت بيع الفنون والحرف اليدوية في المدرسة عندما كان عمرها 14 عامًا لدعم تعليمها.

### التعليم
حصلت المطلق على درجة الماجستير في التمويل من معهد نيويورك للتكنولوجيا .

## العمل
أنشأت شركة للتصدير والاستيراد في سن الثامنة عشرة، ثم دخلت في القطاع المالي في سن السابعة والعشرين لتغطية مناطق الشرق الأوسط وشمال أفريقيا. وهي تدير حالياً شركة سيغما للاستثمار في الأردن.وهي مزود للخدمات المالية منذ عام 2015 في منطقة الشرق الأوسط وشمال إفريقيا . وتمكّنت من التداول في العملات العالمية والمعادن الثمينة، كما تسهل للعملاء الوصول إلى أسواق الصرف الأجنبي.
كم أنها تشجيع المشاريع التي تعزز الإبداع والأفكار للمرأة.

## النشاط وتمكين المرأة

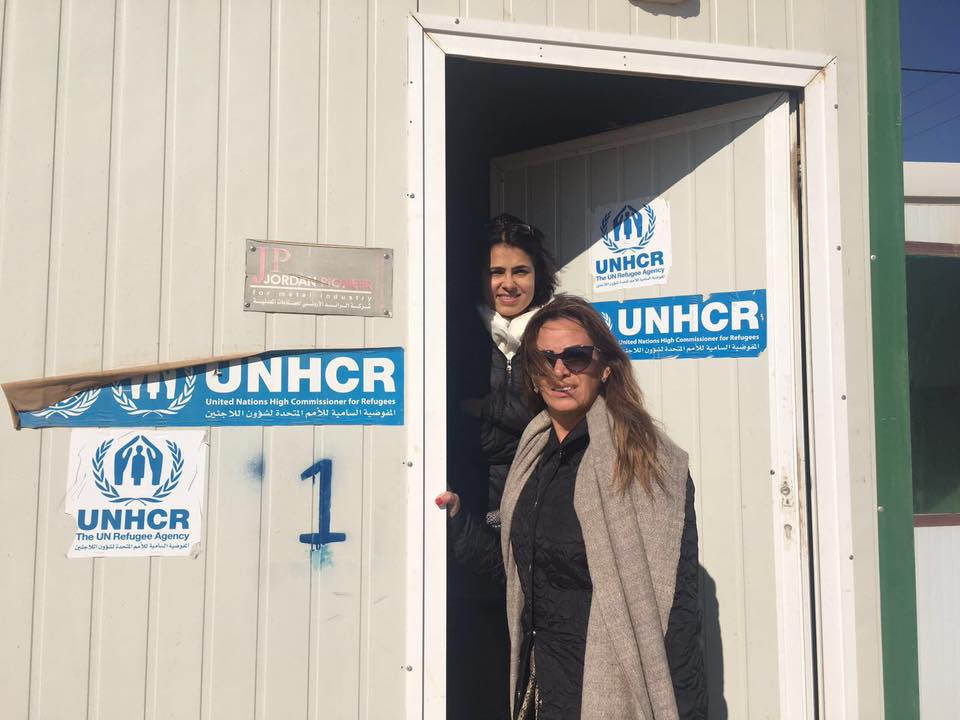
إيمان تزور مخيم الزعتري للاجئين لتنفيذ الدعم النفسي الاجتماعي من قبل IAH، الأردن بتمويل مشترك من قبل الاتحاد الأوروبي للاجئين السوريين.

شاركت في رحلة استكشافية إلى جبل كليمنجارو في عام 2014 في محاولة لدعم مبادرات أبحاث السرطان لمركز الحسين للسرطان.
شاركت في القمة الرئاسية الأمريكية الأولى لريادة الأعمال التي دعت إليها إدارة أوباما في عام 2010؛ التقت هيلاري كلينتون وريتشارد هولبروك هناك، ومناقشة للقضايا التي تؤثر على النساء في أفغانستان والشرق الأوسط.

## روابط خارجية
- Ingot Brokers announces accepting cryptocurrencies as a method of payment
- Press Lounge
- Jordan’s Top Businesswomen: Iman Mutlaq
- Global consortium to inject $50m in Egypt commodity exchange
- Egypt to launch agricultural commodities bourse by year-end (رويترز)
- The 100 Most Powerful Arab Businesswomen (فوربس Middle East)
- INGOT Coin & Trade.io Join Strategic Partnership to Strengthen ICO